# 阿拉斯海峡
阿拉斯海峡位于印尼龙目岛与松巴哇岛之间，盛产鱿鱼。1974至1983年间阿拉斯的鱿鱼曾占到印尼总产量的15％，现已逐渐减少。
龙目岛和松巴哇岛相距约二九海里，有渡轮往返。